# Championnat d'Amérique du Sud masculin de volley-ball 1979
Le 13e championnat d'Amérique du Sud de volley-ball masculin s'est déroulé en 1979 à Rosario ( Argentine).

## Classement final
| Place              | Équipe    |
| ------------------ | --------- |
| Médaille d'or      | Brésil    |
| Médaille d'argent  | Venezuela |
| Médaille de bronze | Paraguay  |
| 4                  | Chili     |
| 5                  | Argentine |
| 6                  | Pérou     |
| 7                  | Uruguay   |